# Berufung (Amt)
Berufung bezeichnet in Deutschland die Ernennung in ein Dienstverhältnis.

## Dienstrecht
Beamte, Soldaten (Berufssoldaten und Soldaten auf Zeit) und Richter werden in ein Beamten-, Wehrdienst- bzw. Richterverhältnis berufen. Sie erfolgt nach den Grundsätzen der Eignung, Befähigung und fachlichen Leistung und ist nur zur Wahrnehmung hoheitsrechtlicher Aufgaben zulässig. Grundsätzlich muss der zu Berufende die deutsche Staatsangehörigkeit besitzen und die Gewähr bieten, jederzeit für die freiheitliche demokratische Grundordnung einzutreten. Je nach zu übertragendem Amt bzw. Dienstgrad oder Laufbahn werden bestimmte Vor- und Ausbildungen vorausgesetzt.

## Professur
Die Berufung zur Übernahme einer planmäßigen Professur (W-Besoldung) an einer deutschen Hochschule als Angebot an eine qualifizierte Lehrkraft wird auch Ruf genannt.

### Berufungsvoraussetzungen
Im Allgemeinen sind folgende Voraussetzungen für die Zulassung zu einem Berufungsverfahren zwingend einzuhalten, wobei die einzelnen Regularien (Grundordnung o. ä.) der Hochschulen detaillierte Informationen liefern (am Beispiel Nordrhein-Westfalens):
- Abgeschlossenes Hochschulstudium.
- Pädagogische Eignung, die in der Regel durch Erfahrung in der Lehre und Ausbildung nachgewiesen wird.
- Besondere Befähigung zu wissenschaftlicher Arbeit, die in der Regel durch die Qualität einer Promotion nachgewiesen wird.
- Für Universitätsprofessoren der Besoldungsgruppe W2/3 zusätzliche wissenschaftliche Leistungen, die im Rahmen einer Juniorprofessur, Habilitation oder auch weiterer wissenschaftlicher Tätigkeiten an Universitäten, außeruniversitären Forschungseinrichtungen oder in der Wirtschaft erbracht werden.
- Für Professoren an Hochschulen (z. B. Fachhochschulen, Hochschulen für angewandte Wissenschaften, Technische Hochschulen) besondere Leistungen bei der Anwendung oder Entwicklung wissenschaftlicher Erkenntnisse in einer mindestens fünfjährigen Berufspraxis, von der mindestens drei Jahre außerhalb des Hochschulbereichs ausgeübt werden müssen.
- Für Professoren mit (zahn-)ärztlichen Aufgaben die Anerkennung als Facharzt.
- In künstlerischen Fächern kann die Bedingung wissenschaftlicher Befähigung durch eine besondere Befähigung zu künstlerischer Arbeit ersetzt werden.
- In Deutschland gilt zudem im Regelfall ein Hausberufungsverbot.

### Berufungsverfahren
Das Vorschlagsrecht geht auf Art. 5 Abs. 3 GG zurück, das die Freiheit von Forschung und Lehre gewährt. Eine Berufung ist ausnahmsweise auch aufgrund eines „Sondervotums“ möglich, das im Gegensatz zum Senatsvorschlag steht (dies geschieht nur dann, wenn sich die Kommission nicht auf eine Liste einigen konnte). In katholisch-theologischen Fachbereichen ist wegen der Ausbildung der Geistlichen auf Basis der Konkordate die Zustimmung des Ortsbischofs notwendig (siehe auch Konkordatslehrstuhl). Für Professuren in evangelischer Theologie gibt es meist entsprechende Abkommen der Länder mit den Landeskirchen.
Die Fakultät, die einen vakanten Lehrstuhl oder eine andere planmäßige Professur zu besetzen hat, bedient sich in Deutschland (und in der Schweiz und in Österreich) üblicherweise eines Berufungsverfahrens, um einen Professor auszusuchen. Ein solches Berufungsverfahren ist eine Art Bewerbung mit sehr engen rechtlichen Rahmenvorgaben. Für Hochschulprofessoren richtet es sich in Deutschland nach dem Hochschulrahmengesetz (HRG), den Landeshochschulgesetzen und der Berufungsordnung der jeweiligen Hochschule. In Österreich wird das Verfahren vom Universitätsgesetz 2002 (bzw. früher UOG 1975, UOG 1993) grundlegend und durch die Berufungsordnung jeder einzelnen Universität spezifisch geregelt. In vielen Ländern wurden oder werden die Regelungen zu Berufungen reformiert. Das Grundprinzip ist aber stets das der Kooptation durch die bereits an der Hochschule tätigen Professorinnen und Professoren, die durch ein genau geregeltes Verfahren ihre künftigen Kollegen auswählen.
Den meisten Berufungsverfahren in Deutschland, Österreich und der Schweiz sind die folgenden grundsätzlichen Schritte gemeinsam (mit je nach Land bzw. Institution teilweise sehr differenzierten Spezifizierungen):
1. Ausschreibung mit Stellenbeschreibung und Anforderungsprofil
2. Erstauswahl von Bewerbern nach Formal- und Mindestkriterien und/oder Begutachtung der Schriften ausgewählter Bewerber durch die wissenschaftlichen Mitglieder der Berufungskommission. Erstellen einer Berufungsmatrix, um Kriterien wie Drittmittel und Sichtbarkeit der Publikationen zu bewerten.
3. Hochschulöffentliche Probevorträge (Vorsingen) der verbliebenen Bewerber (immer öfter werden zusätzlich auch Lehrproben eingefordert) und nicht-öffentliche Befragung durch die Kommission.
4. Einholung von mindestens zwei auswärtigen und vergleichenden Gutachten, in Deutschland meist über die drei Bewerber, die nach dem Vorsingen als besonders geeignet erscheinen,[10] in Österreich manchmal schon vor den Probevorträgen.[11] Oft gibt es zwei externe Gutachten, die die Qualifikation der einzelnen Bewerber bewerten, sowie ein drittes, das sie hinsichtlich ihrer Eignung für die zu besetzende Professur vergleichend betrachtet.
5. Erstellung einer Berufungsliste („listenfähige“ Bewerber, in der Regel 3 Personen) durch die Berufungskommission auf Basis der bereitgestellten Schriften, der externen Gutachten und der Probevorträge. Die gelisteten Personen gelten alle als geeignet für die Professur („professorabel“), es wird aber eine Reihenfolge festgelegt.
6. Hochschulinterne Beschlussfassung (Fakultätsrat/Fachbereichsrat und Rektor/Präsident und/oder Hochschulsenat und/oder Hochschulrat / Verwaltungsrat)
7. In einigen deutschen Bundesländern erfolgt die endgültige Entscheidung durch das für die Wissenschaft zuständige Landesministerium. Im Zuge von Reformen im Sinne einer umfassenden Übertragung von Verantwortlichkeiten auf die Hochschulen (Hochschulautonomie) wird aber zunehmend auf das Erfordernis der ministeriellen Zustimmung verzichtet. Bei theologischen Professuren kann die Zustimmung der zuständigen kirchlichen Organe erforderlich sein. Die den Ruf erteilende Instanz folgt in der Regel der vorgeschlagenen Reihenfolge der Berufungsliste, ist formal aber nicht an diese gebunden.
8. Nach Erteilung des Rufes kommt es zu Berufungsverhandlungen zwischen dem Bewerber und der Hochschule. Lehnt der oder die Erstplatzierte (primo loco) das Angebot ab, so ergeht der Ruf an den Zweitplatzierten (secundo loco). Lehnen alle drei gelisteten Personen den Ruf ab, ist das Verfahren gescheitert, und die Stelle muss erneut ausgeschrieben werden.

In bestimmten Ausnahmefällen, zum Beispiel im Rahmen von Stiftungs- oder Heisenberg-Professuren, kann mit Zustimmung der entsprechenden Gremien und der Hochschulleitung auf eine offene Ausschreibung und auf die Erstellung einer Berufungsliste verzichtet werden; auch in diesen Fällen prüft eine Berufungskommission allerdings die fachliche Eignung des Bewerbers bzw. der Bewerberin unter Heranziehung externer Gutachten.
Ein Berufungsverfahren dauert in Deutschland im Schnitt ein bis zwei Jahre, mindestens aber mehrere Monate. Es ersetzt etwaige beamtenrechtliche Laufbahnprüfungen.

#### Ausschreibung
Die Stellen für Professuren müssen in der Regel ausgeschrieben werden, d. h., es besteht eine öffentliche Ausschreibungsverpflichtung, um die von der Verfassung geforderte Bestenauslese zu ermöglichen. Ausnahmen hiervon sind nur in bestimmten Sonderfällen möglich, vor allem im Zusammenhang mit einer Drittmittelfinanzierung, und bedürfen der Zustimmung durch die Hochschulgremien.

#### Berufungskommission

##### Zusammensetzung
Die meisten Berufungskommissionen haben etwa 12 bis 14 Mitglieder. Die Kommission besteht in der Regel aus Vertretern der Hochschullehrer, der Wissenschaftlichen Mitarbeiter (Hochschulassistenten) und der Studierenden bzw. Fachschaft. Stets sind Berufungskommissionen dabei aufgrund einer Entscheidung des Bundesverfassungsgerichtes so zusammengesetzt, dass die Mitglieder der ersten Gruppe von den anderen Mitgliedern nicht überstimmt werden können (Professorenmehrheit). Studierende haben in einigen Ländern nur beratende Stimme.
Zusätzlich werden oft ein bis zwei Professoren fremder Hochschulen als externe Mitglieder in die Berufungskommission einbezogen; dies ist meist nicht verpflichtend vorgeschrieben, es sei denn, es geht um die einzige Professur für dieses Fach an der betreffenden Hochschule: In diesem Fall muss durch externe Mitglieder sichergestellt werden, dass Vertreter des betroffenen Faches an der Kommission teilnehmen.

##### Auswahlverfahren
Berufungskommissionen verwenden verschiedene Methoden, um die Güte der Forschungsergebnisse und die Lehrbefähigung der Kandidaten zu beurteilen: Zeitschriftenbewertungen (journal ranking), externe Gutachten über einzelne Kandidaten, vergleichende Gutachten zwischen zwei oder mehr Kandidaten, Probevorlesungen über vorgegebene oder selbst ausgewählte Themen und Ähnliches mehr. Die Berufungskommission erstellt schließlich eine Liste mit drei Kandidaten, die sogenannte Dreierliste. Diese als berufungsfähig eingestuften Kandidaten sind in einer Rangfolge unter Hinzufügung von externen Gutachten unabhängiger Professoren genannt und werden über den Fachbereichsrat vom Senat rsp. Rektorat/Präsidium der Hochschule bestätigt. Für die Reihenfolge der ausgewählten Kandidaten auf der Liste sind die lateinischen Begriffe primo loco, secundo loco beziehungsweise tertio loco in Gebrauch. Eine entsprechende Auflistung von solchen Platzierungen ist nicht selten in Lebensläufen von Hochschullehrern zu finden.

##### Zuständigkeit des Ministeriums bzw. der Hochschulleitung
In der Regel wird der zuständige Landesminister den Erstgenannten aus der Dreierliste auswählen und ihm die Professur anbieten. Der Minister ist aber nicht an die Liste gebunden und kann auch einen anderen geeigneten Kandidaten bevorzugen.
In vielen Ländern, z. B. Brandenburg, Schleswig-Holstein und Nordrhein-Westfalen, ist die Berufungsberechtigung allerdings inzwischen auf die Hochschulen selbst übergegangen, so dass statt des Landesministers die Hochschulleitung (das Rektorat bzw. das Präsidium) den Ruf ausspricht. Dies hat zu einer Verkürzung der durchschnittlichen Verfahrensdauer geführt.

#### Berufungsverhandlungen
In den Berufungsverhandlungen legen Vertreter der Hochschule gemeinsam mit dem Kandidaten die Bedingungen für die Einstellung fest. Sie betreffen außer beamten- und besoldungsrechtlichen Fragen die Pflichten und die materielle und personelle Ausstattung der Professur. Gerade wenn der Berufene bereits eine Professur an einer anderen Universität innehat und daher mit zwei Hochschulen gleichzeitig verhandeln kann (seine bisherige Universität wird in der Regel Bleibeverhandlungen mit ihm führen), können diese Verhandlungen sich über Monate hinziehen. Scheitern die Verhandlungen bzw. wird der Ruf vom Bewerber abgelehnt, ergeht der Ruf normalerweise an den Nächstplatzierten auf der Liste.

#### Berufung
Mit der Berufung auf eine W2 oder W3-Professur ist in Deutschland in der Regel eine Ernennung zum Beamten auf Lebenszeit verbunden. Bei einer Erstberufung erfolgt in manchen deutschen Bundesländern oftmals zunächst eine Ernennung auf Zeit. Es ist aber auch eine Professur im Angestelltenverhältnis möglich, falls beispielsweise Voraussetzungen für eine Verbeamtung nicht erfüllt werden. In Österreich sind seit 2002 nur noch Berufungen auf eine Professur im Angestelltenverhältnis möglich (siehe Universitätsgesetz 2002).
Die Berufung eines Professors aus der eigenen Hochschule wird als Hausberufung bezeichnet. Im Unterschied zu Österreich sind in Deutschland Hausberufungen sehr unüblich und zudem nur unter besonderen Umständen zulässig (siehe Hausberufungsverbot). Bei einer ausnahmsweise vorgenommenen Hausberufung soll der Kandidat sich in der Eignung sehr erheblich von den restlichen Mitbewerbern abheben; dies muss auch formal begründbar sein. In anderen Ländern, vornehmlich solchen, in denen das Universitätssystem nicht so gut ausgebaut ist, sind Hausberufungen dagegen häufiger. International können Professoren zudem oft von einer niedrigeren Professorenstelle auf eine höhere befördert werden (in den USA beispielsweise von Assistant Professor zum Associate Professor und weiter zum Full Professor).

### Anfechtung
Die rechtliche Beschwerdemöglichkeit gegen ein Berufungsverfahren durch einen unterlegenen Mitbewerber für die Professorenstelle ist die Konkurrentenklage. Sie dient nicht nur dem Individualrechtsschutz, sondern auch der Sicherstellung qualitativ hochwertiger Berufungen. Hat hierbei einer der unterlegenen Mitbewerber Widerspruch eingelegt bzw. Vorläufigen Rechtsschutz gegen die bevorstehende Ernennung des von der Hochschule endgültig ausgewählten Bewerbers begehrt, bedeutet dies, dass die ausgeschriebene Stelle bis zur endgültigen gerichtlichen Klärung nicht besetzt werden kann. Kommt das Gericht im Rahmen der Konkurrentenklage zu dem Ergebnis, dass das Berufungsverfahren fehlerhaft ist, muss es wiederholt werden. Welche Elemente des Verfahrens wiederholt werden müssen, hängt hierbei von der Erheblichkeit der festgestellten Fehler ab.